# Charlie Simmer
Charles Robert Simmer (* 20. března 1954) je bývalý kanadský hokejista, který hrával v National Hockey League, především za Los Angeles Kings.

## Hráčská kariéra

### Klubová kariéra
Jako junior působil na vrcholné úrovní v Ontario Hockey Association v týmu Sault Ste. Marie Greyhounds, kde odehrál jednu úspěšnou sezónu a byl v roce 1974 draftován ve třetím kole do týmu NHL California Golden Seals. V prvních třech sezónách tam a v Clevelandu (kam v roce 1976 klub přesídlil) nedostával příliš času na ledě a působil střídavě v prvním týmu a v Salt Lake Golden Eagles v CHL. V roce 1977 byl vyměněn do Los Angeles Kings. Tam se výrazně prosadil jako člen slavné "Triple Crown Line" na pozici levého křídla (spolu s Marcelem Dionnem a Davem Taylorem). Poprvé to bylo v sezóně 1979/1980, v níž vstřelil 56 gólů a dělil se o titul nejlepšího střelce základní části. Již tehdy jej trápila zranění a v sezóně odehrál jen 64 utkání. V následujícím ročníku atakoval vynikající metu 50 vstřelených gólů v 50 prvních utkáních sezóny, která mu o jediný zápas unikla. V této sezóně zopakoval 56 vstřelených gólů a dosáhl 105 body svého osobního sezónního maxima. V dalším letech jeho produktivita klesla, vinou zranění vynechával řadu utkání. V roce 1985 byl vyměněn do Boston Bruins, kde odehrál tři sezóny a poté své působení v NHL zakončil v Pittsburgh Penguins. Poté ještě hrál jeden rok v německé bundeslize za Eintracht Frankfurt a kariéru ukončil v roce 1992 jako hráč San Diego Gulls v IHL.

### Reprezentace
S národním týmem Kanady vybojoval bronz na mistrovství světa 1983.

## Úspěchy a ocenění
Individuální
- nejlepší střelec NHL (před zavedením Maurice Richard Trophy) v sezóně 1979/1980 – 56 branek, spolu s Danny Gareem a Blainem Stoughtonem
- člen prvního All-Star týmu NHL v letech 1980 a 1981
- účastník NHL All-Star Game v letech 1981 a 1984
- držitel Bill Masterton Memorial Trophy v roce 1986

## Rekordy a mimořádné výkony
- nejvyšší procentuální úspěšnost střelby na branku ze celou kariéru mezi hráči, kteří odehráli alespoň 700 utkání
- v roce 1980 vstřelil gól ve 13 po sobě jdoucích utkáních (druhý nejlepší výkon po dosud nepřekonaném rekordu Punche Broadbenta z roku 1922)

## Klubové statistiky
| Sezona     | Klub                        | Soutěž     | Základní část | Základní část | Základní část | Základní část | Základní část | Play off | Play off | Play off | Play off | Play off |
| Sezona     | Klub                        | Soutěž     | Z             | G             | A             | B             | TM            | Z        | G        | A        | B        | TM       |
| ---------- | --------------------------- | ---------- | ------------- | ------------- | ------------- | ------------- | ------------- | -------- | -------- | -------- | -------- | -------- |
| 1971–72    | Kenora Muskies              | MJHL       | 45            | 14            | 31            | 45            | 77            | —        | —        | —        | —        | —        |
| 1972–73    | Kenora Muskies              | MJHL       | 48            | 43            | 68            | 111           | 57            | —        | —        | —        | —        | —        |
| 1973–74    | Sault Ste. Marie Greyhounds | OHA        | 70            | 45            | 54            | 99            | 137           | —        | —        | —        | —        | —        |
| 1974–75    | California Golden Seals     | NHL        | 35            | 8             | 13            | 21            | 26            | —        | —        | —        | —        | —        |
| 1974–75    | Salt Lake Golden Eagles     | CHL        | 47            | 12            | 29            | 41            | 86            | —        | —        | —        | —        | —        |
| 1975–76    | California Golden Seals     | NHL        | 21            | 1             | 1             | 2             | 22            | —        | —        | —        | —        | —        |
| 1975–76    | Salt Lake Golden Eagles     | CHL        | 42            | 23            | 16            | 39            | 96            | —        | —        | —        | —        | —        |
| 1976–77    | Cleveland Barons            | NHL        | 24            | 2             | 0             | 2             | 16            | —        | —        | —        | —        | —        |
| 1976–77    | Salt Lake Golden Eagles     | CHL        | 51            | 32            | 30            | 62            | 37            | —        | —        | —        | —        | —        |
| 1977–78    | Los Angeles Kings           | NHL        | 3             | 0             | 0             | 0             | 2             | —        | —        | —        | —        | —        |
| 1977–78    | Springfield Indians         | AHL        | 75            | 42            | 41            | 83            | 100           | 4        | 0        | 1        | 1        | 5        |
| 1978–79    | Los Angeles Kings           | NHL        | 37            | 21            | 27            | 48            | 16            | 2        | 1        | 0        | 1        | 2        |
| 1978–79    | Springfield Indians         | AHL        | 39            | 13            | 23            | 36            | 33            | —        | —        | —        | —        | —        |
| 1979–80    | Los Angeles Kings           | NHL        | 64            | 56            | 45            | 101           | 65            | 3        | 2        | 0        | 2        | 0        |
| 1980–81    | Los Angeles Kings           | NHL        | 65            | 56            | 49            | 105           | 62            | —        | —        | —        | —        | —        |
| 1981–82    | Los Angeles Kings           | NHL        | 50            | 15            | 24            | 39            | 42            | 10       | 4        | 7        | 11       | 22       |
| 1982–83    | Los Angeles Kings           | NHL        | 80            | 29            | 51            | 80            | 51            | —        | —        | —        | —        | —        |
| 1983–84    | Los Angeles Kings           | NHL        | 79            | 44            | 48            | 92            | 78            | —        | —        | —        | —        | —        |
| 1984–85    | Los Angeles Kings           | NHL        | 5             | 1             | 0             | 1             | 4             | —        | —        | —        | —        | —        |
| 1984–85    | Boston Bruins               | NHL        | 63            | 33            | 30            | 63            | 35            | 5        | 2        | 2        | 4        | 2        |
| 1985–86    | Boston Bruins               | NHL        | 55            | 36            | 24            | 60            | 42            | 3        | 0        | 0        | 0        | 4        |
| 1986–87    | Boston Bruins               | NHL        | 80            | 29            | 40            | 69            | 59            | 1        | 0        | 0        | 0        | 2        |
| 1987–88    | Pittsburgh Penguins         | NHL        | 50            | 11            | 17            | 28            | 24            | —        | —        | —        | —        | —        |
| 1988-89    | Eintracht Frankfurt         | GER        | 36            | 19            | 32            | 51            | 68            | 4        | 1        | 2        | 3        | 13       |
| 1990–91    | San Diego Gulls             | IHL        | 43            | 16            | 7             | 23            | 63            | —        | —        | —        | —        | —        |
| 1991–92    | San Diego Gulls             | IHL        | 1             | 0             | 0             | 0             | 0             | —        | —        | —        | —        | —        |
| NHL celkem | NHL celkem                  | NHL celkem | 712           | 342           | 369           | 711           | 544           | 24       | 9        | 9        | 18       | 32       |